# 中野島村 (新潟県)
中野島村（なかのしまむら）は、かつて新潟県三島郡にあった村。

## 沿革
- 1889年（明治22年）4月1日 - 町村制施行に伴い三島郡中島村新田・篠花村・飯島村・飯島善兵衛古新田・中沢村・南島新田、古志郡西野村・北野村が合併し、中野島村が発足。
- 1901年（明治34年）11月1日 - 三島郡来迎寺村、浦村と合併し、来迎寺村を新設して消滅。